# Nathalie Bittoun-Debruyne
Nathalie Bittoun-Debruyne (París- 1957). És una escriptora i traductora francesa. La literatura comparada, la traducció i el teatre formen part dels seus interessos creatius i acadèmics. Doctora europea en Filologia francesa per la Universitat de Lleida, a hores d'ara és professora agregada de francès a la Universitat Oberta de Catalunya, i també es dedica a la traducció entre el francès, el català i el castellà. Ha traduït al francès poetes catalans com ara David Jou, Antoni Clapés, Josep Maria Sala-Valldaura, Joan-Elies Adell i Víctor Sunyol, mentre que ha acostat al català a René Char, Jules Verne i ha triat, editat i prologat Qui sap? Contes fantàstics, de Guy de Maupassant, i L'imaginari. Psicologia fenomenològica de la imaginació, de Jean-Paul Sartre. Sobre la teoria dramàtica d'aquest escriptor, va publicar el llibre Jean-Paul Sartre: per un teatre de situacions.
Ha publicat nombrosos articles sobre la literatura dramàtica del segle xviii, a més d'haver prologat la versió de Sergi Belbel de Les falses confidències, de Marivaux. Pel que fa a la seva relació amb Molière, cal recordar que va formar part de l'equip de traductors del seu Teatre complet: del primer volum publicat a l'Institut del Teatre de Barcelona, ella ha traduït dues de les obres que s'hi inclouen, El carabrut gelós i El metge a corre-cuita.